# 홍인영
홍인영(1985년 10월 27일 ~ )은 대한민국의 배우이다.

## 학력
- 세지초등학교 (졸업)
- 세지중학교 (졸업)
- 대진대학교 (연극영화학과)
- 중앙대학교 (연극영화학과)

## 연기 활동

### 드라마
- 2004년 CCTV 중국드라마 《은색연화》 ... 장나라의 언니 역
- 2006년 MBC 청춘시트콤 《레인보우 로망스》
- 2009년 KBS2 대하드라마 《천추태후》 ... 천향비 역
- 2010년 SBS 아침연속극 《당돌한 여자》 ... 한주란 역
- 2011년 KBS1 대하드라마 《근초고왕》 ... 신공왕후 역
- 2012년 KBS1 농촌드라마 《산 너머 남촌에는 2》 ... 지수 역
- 2013년 KBS1 대하드라마 《대왕의 꿈》 ... 화시 역
- 2014년 tvN 금토드라마 《갑동이》 ... 홍성희 역
- 2014년 KBS2 TV소설 《일편단심 민들레》 ... 신세영 역
- 2015년 SBS 주말 특별기획 《너를 사랑한 시간》 ... 황빛나 역

### 뮤직비디오
- 2001년 이승환 - 잘못
- 2009년 김종국 - 행복병

## 광고
- 2001년 SK엔크린 주유소
- 2001년 엘핀화장품
- 2002년 롯데제과 롯데샌드
- 2006년 위즈위드
- 2007년 KT
- 2008년 존슨앤드존슨 아큐브 디파인
- 2009년 올림푸스 뮤
- 2009년 멜론
- 2010년 팔도 산타페 일러스트
- 2010년 현대자동차 투싼 ix

## 수상
- 2005년 미스 아시아 선발대회 2위
- 2008년 제2회 Mnet 20's초이스 핫CF스타상